# 鷹城山多作
鷹城山 多作（たかぎやま たさく、1904年1月4日 - 1962年4月26日）は、青森県出身で振分部屋に所属した大相撲力士。本名は渡辺 多作。身長170cm、体重98kg。得意手は左四つ、下手投げ。最高位は前頭5枚目。

## 来歴
1919年5月場所初土俵。長く幕下以下で苦労していたが、1932年2月場所、春秋園事件での大量脱退により幕下から繰り上げ入幕。その場所、のちの大横綱双葉山定次の新入幕初日の相手となる（吊り出しで双葉山の勝ち）。幕内を5場所務めたが、その後十両に落ちても長く現役を続け、昭和15年（1940年）1月場所限りで廃業した。廃業後は養鶏場を経営した。
相撲の取り口は豪力だったが、勝ち味が遅かった。

## 主な成績
- 通算在位：54場所
- 幕内在位：5場所
- 幕内成績：22勝29敗　勝率.431
- 十両在位：13場所
- 十両成績：70勝88敗1分

### 場所別成績
| 1919年 （大正8年） | x                       | x                 | （前相撲）         | x                   |
| 1920年 （大正9年） | （前相撲）              | x                 | 東序ノ口15枚目 –   | x                   |
| 1921年 （大正10年） | 西序二段23枚目 –        | x                 | 西三段目58枚目 –   | x                   |
| 1922年 （大正11年） | 西三段目31枚目 –        | x                 | 東序二段2枚目 –    | x                   |
| 1923年 （大正12年） | 東序二段8枚目 –         | x                 | 西三段目44枚目 –   | x                   |
| 1924年 （大正13年） | 東三段目19枚目 –        | x                 | 東三段目6枚目 –    | x                   |
| 1925年 （大正14年） | 東三段目6枚目 –         | x                 | 西幕下27枚目 –     | x                   |
| 1926年 （大正15年） | 西幕下25枚目 –          | x                 | 西幕下17枚目 –     | x                   |
| 1927年 （昭和2年） | 西幕下6枚目 1–5         | 西幕下6枚目 0–1–4 | 西幕下22枚目 –     | 東幕下23枚目 –      |
| 1928年 （昭和3年） | 西幕下28枚目 –          | 西幕下5枚目 1–5   | 西幕下7枚目 3–3    | 西幕下7枚目 3–3     |
| 1929年 （昭和4年） | 西幕下12枚目 2–4        | 西幕下12枚目 2–4  | 西幕下27枚目 –     | 西幕下27枚目 –      |
| 1930年 （昭和5年） | 東幕下13枚目 3–3        | 東幕下13枚目 4–2  | 西幕下9枚目 4–2    | 西幕下9枚目 1–4 1分 |
| 1931年 （昭和6年） | 東幕下16枚目 –          | 東幕下16枚目 –    | 東幕下9枚目 4–2    | 東幕下9枚目 4–2     |
| 1932年 （昭和7年） | 西前頭6枚目 4–4         | 西前頭6枚目 5–5   | 東前頭5枚目 3–8    | 東前頭5枚目 6–5     |
| 1933年 （昭和8年） | 西前頭9枚目 4–7         | x                 | 東十両筆頭 2–9     | x                   |
| 1934年 （昭和9年） | 東十両9枚目 5–6         | x                 | 西十両11枚目 2–9   | x                   |
| 1935年 （昭和10年） | 西幕下7枚目 7–4         | x                 | 東十両12枚目 6–5   | x                   |
| 1936年 （昭和11年） | 西十両8枚目 6–5         | x                 | 西十両5枚目 6–5    | x                   |
| 1937年 （昭和12年） | 東十両3枚目 5–6         | x                 | 西十両7枚目 7–6    | x                   |
| 1938年 （昭和13年） | 西十両4枚目 4–9         | x                 | 西十両14枚目 9–4   | x                   |
| 1939年 （昭和14年） | 西十両4枚目 8–5         | x                 | 東十両筆頭 5–9 1分 | x                   |
| 1940年 （昭和15年） | 西十両5枚目 引退 5–10–0 | x                 | x                  | x                   |
| 各欄の数字は、「勝ち-負け-休場」を示す。 優勝 引退 休場 十両 幕下 三賞：敢=敢闘賞、殊=殊勲賞、技=技能賞 その他：★=金星 番付階級：幕内 - 十両 - 幕下 - 三段目 - 序二段 - 序ノ口 幕内序列：横綱 - 大関 - 関脇 - 小結 - 前頭（「#数字」は各位内の序列） |                         |                   |                    |                     |

- 相撲レファレンス未登録分の幕下以下の地位は小島貞二コレクションの番付実物画像による。

## 幕内対戦成績
| 力士名 | 勝数 | 負数 | 力士名 | 勝数 | 負数 | 力士名 | 勝数 | 負数 | 力士名   | 勝数 | 負数 |
| ------ | ---- | ---- | ------ | ---- | ---- | ------ | ---- | ---- | -------- | ---- | ---- |
| 旭川   | 0    | 2    | 射水川 | 3    | 1    | 大潮   | 0    | 1    | 大ノ濱   | 1    | 3    |
| 海光山 | 0    | 1    | 國ノ濱 | 3    | 0    | 新海   | 0    | 1    | 外ヶ濱   | 0    | 1    |
| 大邱山 | 1    | 1    | 瓊ノ浦 | 1    | 3    | 太郎山 | 0    | 1    | 出羽ヶ嶽 | 0    | 2    |
| 巴潟   | 0    | 1    | 双葉山 | 0    | 2    | 吉野岩 | 1    | 0    | 吉野山   | 3    | 0    |

## 改名歴
- 陸奥川
- 鷹城山（1925年1月より。新入幕の時の四股名）
- 岩城山（1933年1月より。この四股名で1場所幕内を務めている。）
- 嶺幟（幕内陥落後の1934年5月。この四股名で長く十両を務めた。）